# النقل في سوريا

## السكك الحديدية
الطول الكلي: 2,750 كم

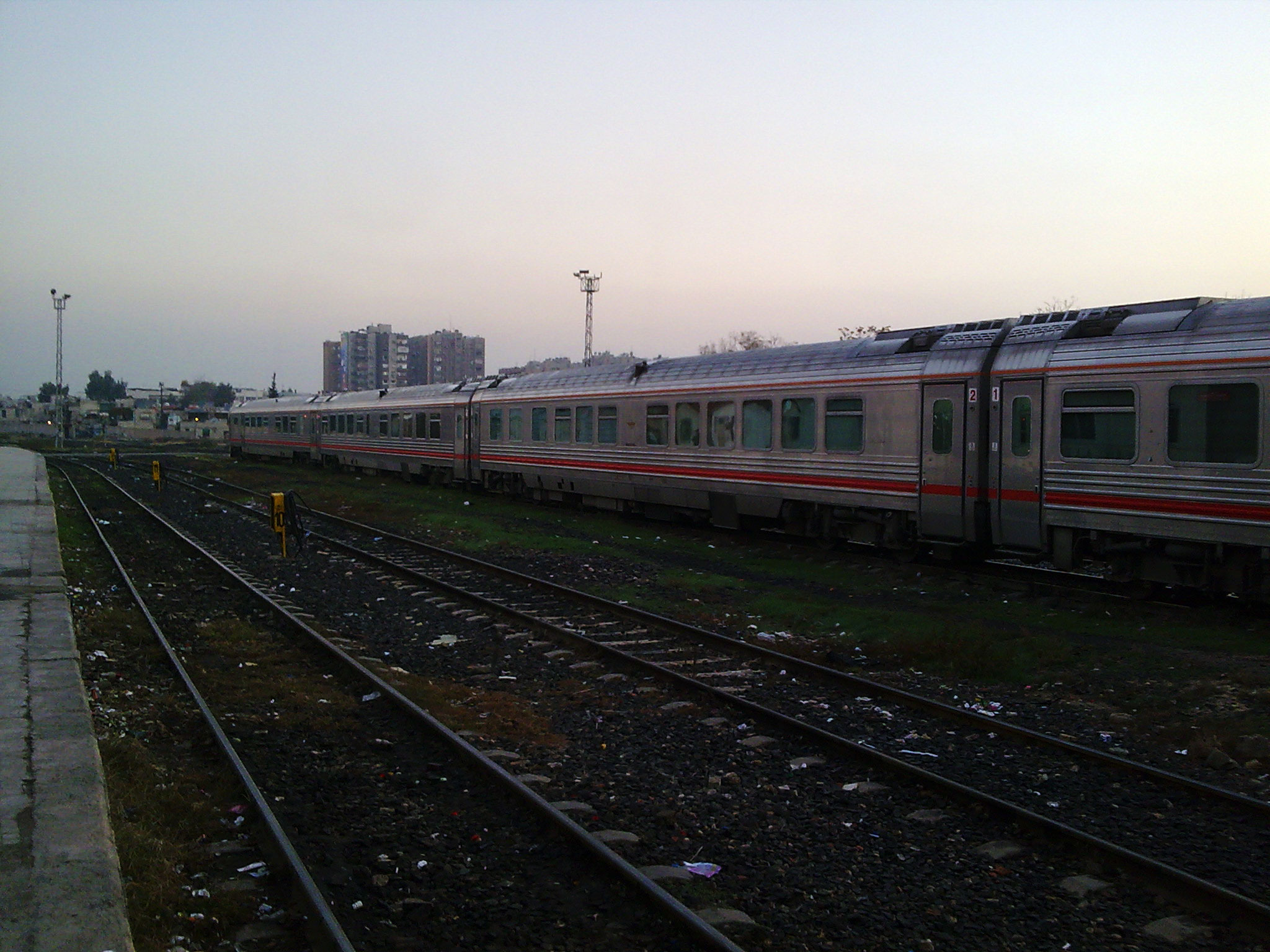
محطة القطار بالقدم

المعيار القياسي: 2,423 كم بمعيار 1.435 م

المعيار الضيق:
327 كم بمعيار 1.050-م (2000)
اقرأ أيضا: سكة حديد الحجاز

### الخطوط الحديدية التي تربط سورية بالأقطار المجاورة
- لبنان - ميتة
- فلسطين - ميتة
- العراق - موجودة من النيربية إلى الرابية، بمعيار 1.435 م.
- الأردن - موجودة بمعيار 1.050 م في عام 2005 بدأ العمل على بناء خط بمعيار 1.435 م.
- تركيا - موجودة من القامشلي إلى نصيبين بمعيار 1.435 م.

### التحديثات
في 22 أبريل 2005، صادقت سورية على اتفاقية الخطوط الحديدية الدولية في المشرق العربي التي تنص على تنفيذ مجموعة متنوعة من الشمال والجنوب وبين الشرق والغرب يربط بين دول المنطقة، بما في ذلك إعادة توجيه خطوط السكك الحديدية بين سورية ولبنان والعراق.
في 7 يوليو 2005، أعلنت المؤسسة العامة لخط الحجاز السورية أنها وقعت عقدا قيمته 54 مليون دولار مع شركة لبنانية لبناء خط السكة الحديد بين دمشق ومطار دمشق الدولي.
- الموقع الرسمي للمؤسسة العامة للخطوط الحديدية السورية خ ح س

## الطريق السريع
المجموع : 36.377 كم

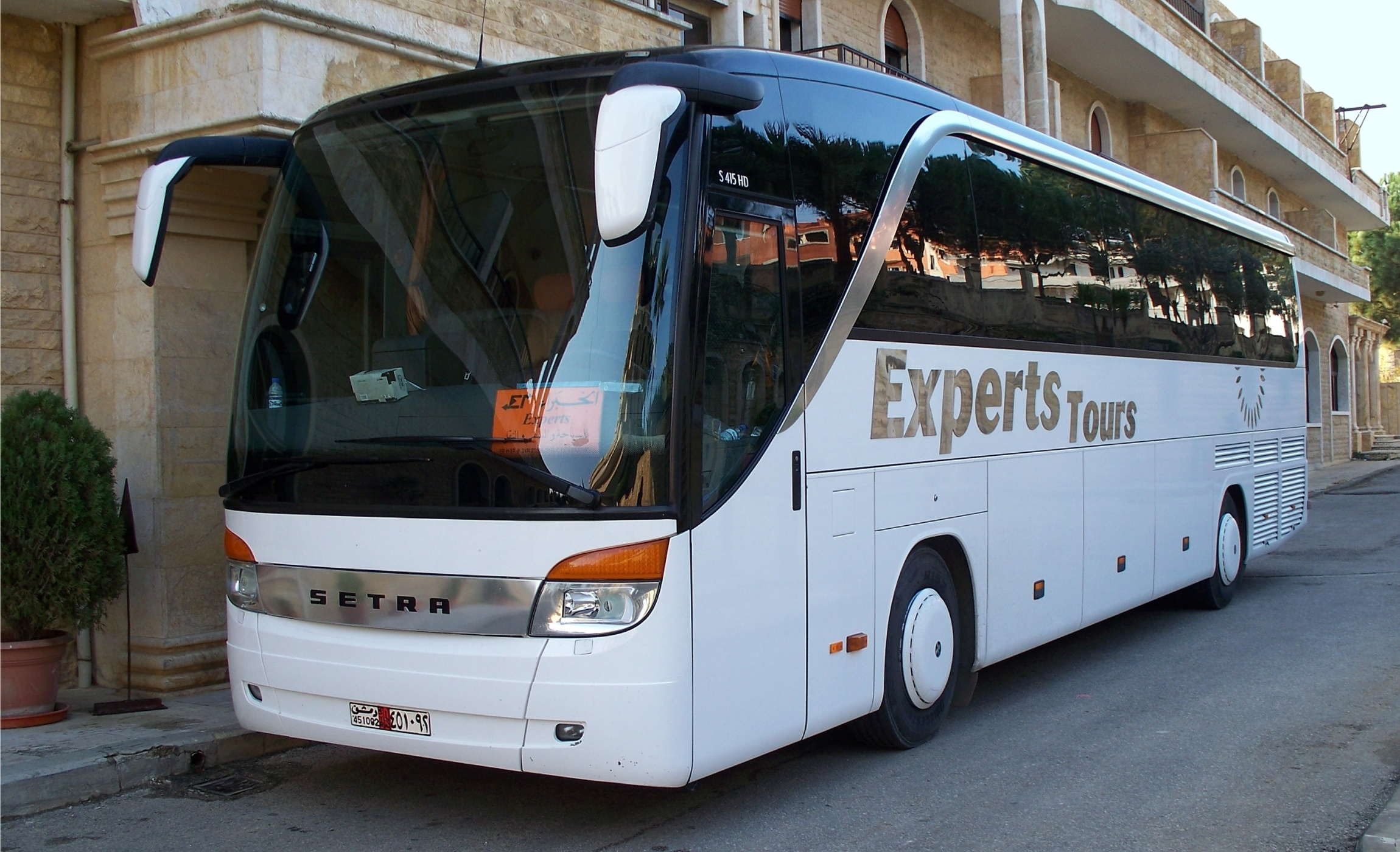
باص نقل سياحي في سوريا.

طريق ممهد : 26.299 كلم (منها 877 كم من الطرق السريعة)

طريق غير ممهد : 10.078 كم (تقديرات 1999)

## الملاحة النهرية
870 كم وهي غير مهمة اقتصاديا

## خطوط نقل النفط
خطوط النفط الخام 1.304 كم.

المنتجات النفطية 515 كم.

## الموانئ والمرافئ
- ميناء اللاذقية.
- ميناء جبلة.
- ميناء بانياس.
- ميناء طرطوس.

## المطارات
عددها 104 (تقدير عام 1999)

### المطارات الممهدة
العدد الكلي: 24
طول المدرج 3047 متر: العدد 5.
طول المدرج من 2438 إلى 3047 متر: العدد 16.
طول المدرج من 914 إلى 1523 متر: العدد 1
طول المدرج تحت 914 متر: العدد 2 (تقدير عام 1999).

### المطارات غير الممهدة
العدد الكلي: 80
طول المدرج من 1524 م إلى 2437 م: العدد 3.
طول المدرج من 914 إلى 1523 متر: العدد 14.
طول المدرج تحت 914 متر: العدد 63 (تقدير عام 1999).

### مطارات المروحيات
عدد المطارات 2 (تقدير عام 1999)

### مطارات دولية
مطار دمشق الدولي، ومطار حلب الدولي، ومطار اللاذقية الدولي، ومطار دير الزور .و مطار القامشلي الدولي